# Barosa
Barosa ist eine Gemeinde (Freguesia) im portugiesischen Kreis Leiria. In ihr leben 2155 Einwohner (Stand 30. Juni 2011).

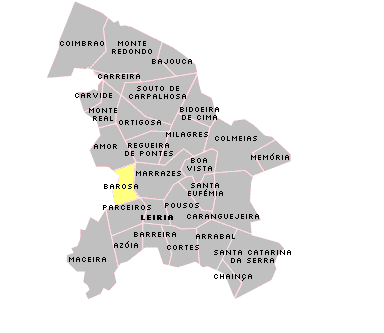
Lage der Gemeinde im Kreis Leiria

## Geschichte
Die Gemeinde wurde am 28. Dezember 1713 durch Ausgliederung aus anderen Gemeindeteilen neu geschaffen. Am 10. Oktober 1810 trafen hier französische Invasionstruppen unter General Masséna auf britisch-portugiesische Verbände.